# 乱暴
| ウィキペディアには「乱暴」という見出しの百科事典記事はありません（タイトルに「乱暴」を含むページの一覧/「乱暴」で始まるページの一覧）。 代わりにウィクショナリーのページ「乱暴」が役に立つかもしれません。 |